# 水野忠邦
水野忠邦（日语：／ Mizuno Tadakuni，1794年7月19日—1851年3月12日），是江户时代后期的大名以及首席老中，肥前唐津藩主以及远江濱松藩主。

## 生涯

### 出生及唐津、濱松藩主時代
宽政6年（1794年）6月23日，水野忠邦是唐津藩第三代藩主水野忠光的次男，他的兄长芳丸早夭。文化2年（1805年），他作为唐津藩的继承者，受到11代将军德川家齐以及其继承者德川家庆的接见。之后他被授予从五位下式部少辅。
文化9年（1812年），其父水野忠光隐居，忠邦继承家督。
忠邦有着进入幕阁工作的欲望，他使用巨额的钱来买官，结果在文化13年（1816年），他成为了奏者番，在这之后，他希望能够晋升为更高的官。但因为唐泽藩承担长崎的警备任务，所以他无法晋升。把家臣的谏言置之不理的忠邦在文化14年 (1817年) 9月，他自愿从实封25万3000石唐津转封到实封15万3000石的滨松藩。
在这之后，德川家齐初露头角。文政8年（1825年），他成为大坂城代，晋升为从四位下。文政9年（1826年），他成为京都所司代并兼任侍从。
天保5年（1834年），水野忠成病逝，忠邦代替他出任本丸老中，天保8年（1837年）兼任勝手御用掛，天保10年（1839年）成为首席老中。

### 天保改革
水野忠邦一方面担忧不断出现在日本近海的外国船只威胁日本的海防，另一方面，他为在大御所政治下幕府捉襟见底的财政感到担忧。但是，在家齐担任幕府将军时，水野忠笃、林忠英、美浓部茂育已经掌握权力。水野忠邦的改革无法进行。
天保八年（1837年）4月，德川家庆就任第十二代幕府将军，天保12年（1841年）闰一月，大御所德川家齐突然死去，家齐身边的人都被罢免。水野忠邦任用远山景元、矢部定謙、冈本正成、鸟居耀藏、涉川敬直、后藤三右卫门并开始进行改革。
鉴于大量农民逃离农村涌入江户的形势，水野忠邦颁布以复兴农村为目的的人返令，并下令颁布散漫的大御所时代的风气的奢侈，风俗肃正颁布。实施解散导致物价上涨的株仲間的低价格政策。另外一方面，他通过制造低劣货币来弥补幕府财政，但却导致了相反的结果。心腹远山反对使百姓痛苦的政策，赢得了民心。天保14年（1843年）9月，水野忠邦强行实行上知令，遭到了大名和旗本的反对。心腹鸟居耀蔵投向反对上知令的老中土井利位，并交给他机密文件。9月13日水野忠邦被罢免。

### 再次任职老中

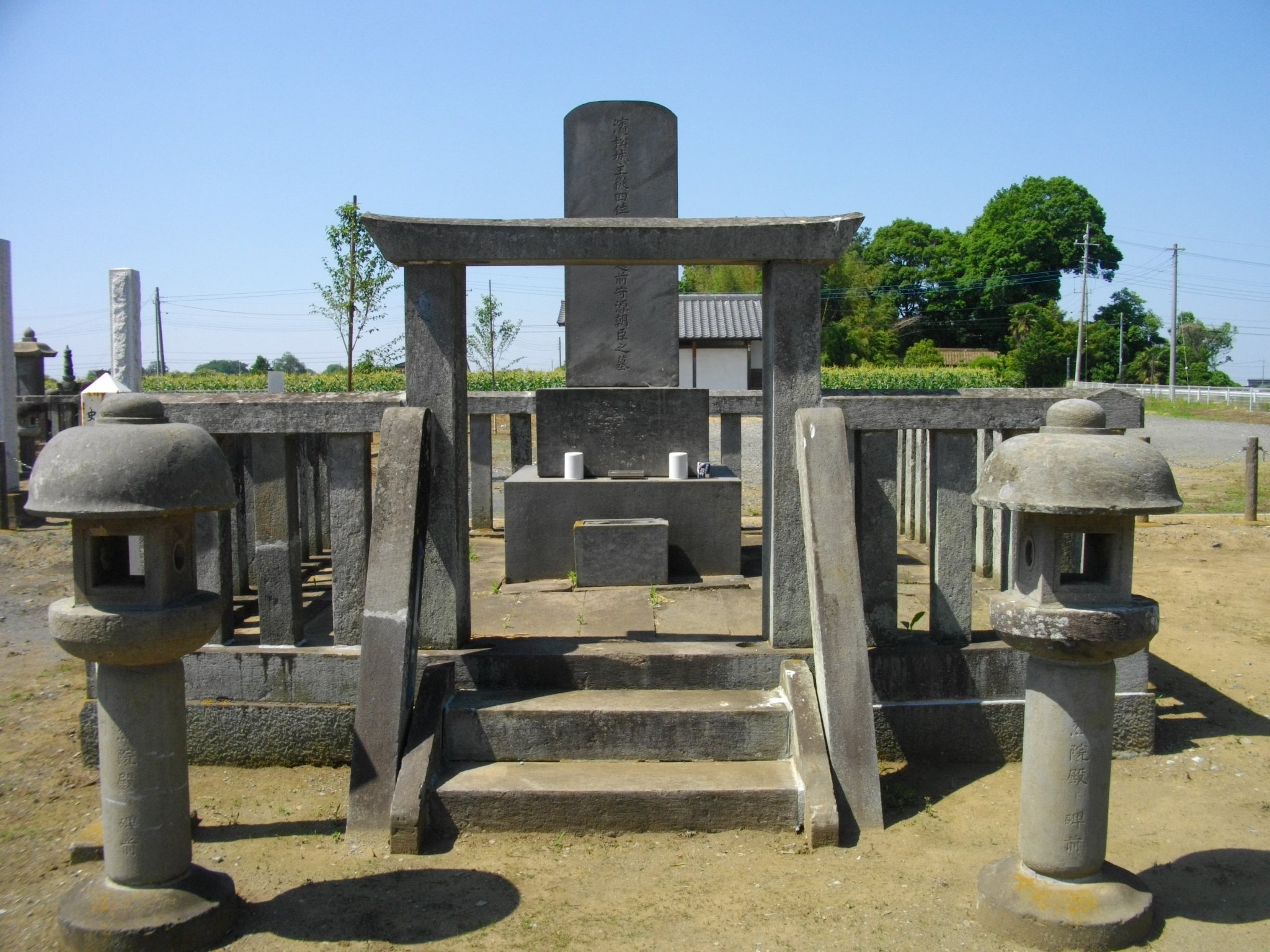
水野忠邦之墓

水野忠邦的激烈改革招来了平民的抱怨，在水野忠邦下野后，江户的暴徒袭击了他的住宅。
弘化元年(1844年)5月，江户城丸因火灾烧毁。老中首座土井利位收取了大名的再建费用，引来了德川家庆的不满。6月21日家庆以与外国纠纷为理由，再次任命水野忠邦为老中首座。但是水野忠邦失去了往日的地位，所接受的任务都不重要。同年7月开始，他以痛、腹泻、腰痛、发热等理由请假。从12月开始直到辞去老中的弘化二年（1845年）2月都没有工作，而为了报复在天保改革时代背叛自己的土井和鸟居。土井主动辞职，鸟居的职务被解除。
嘉永4年（1851年）2月10日、死去。享年58岁。墓所在茨城县結城市的旧万松寺跡。

## 任职履历
- 文化4年（1807年）
  - 9月7日 - 元服
  - 11月7日 - 従五位下・式部少輔
- 文化9年（1812年）8月 - 继承家督，成为肥前国肥前国唐津藩主、迁任和泉守。
- 文化12年（1815年）11月12日 - 奏者番
- 文化14年（1817年）
  - 8月 - 转封远江国濱松藩6万石
  - 9月10日 - 兼任寺社奉行。迁任左近卫将监。
- 文政8年（1825年）5月15日 - 大坂城代。從四位下。
- 文政9年（1826年）
  - 11月23日 - 京都所司代。兼任侍从。
  - 12月 - 迁任越前守。
- 文政11年（1828年）11月23日 - 西丸老中
- 天保5年（1834年）3月1日 - 老中（本丸老中）
- 天保8年（1837年）3月27日 - 兼任
- 天保10年（1839年）12月2日 - 老中首座
- 天保14年（1843年）
  - 3月 - 颁布人返令。
  - 6月1日 - 颁布上知令。
  - 闰9月7日 - 撤回上知令。
  - 闰9月13日 - 免去老中御役。差控。
- 弘化元年（1844年）6月21日 - 再任老中首座。
- 弘化2年（1845年）
  - 2月22日 - 辞去老中职务。
  - 9月2日 - 隐居。被没收一万石。
  - 11月30日 - 转封到出羽国山形5万石 。

## 登場作品
- 大奥 （吉永史）